# Standardowa entalpia tworzenia związku chemicznego
Standardowa entalpia tworzenia substancji – entalpia tworzenia substancji z pierwiastków w ich stanach podstawowych w danych warunkach (w najbardziej trwałej postaci). Przyjmuje się, że entalpie standardowe pierwiastków w ich podstawowej postaci są równe 0. Standardowa normalna entalpia tworzenia jest entalpią standardową syntezy z pierwiastków, prowadzonej w temperaturze 298 K i pod ciśnieniem 1 bar.

Przykład obliczeń standardowego ciepła reakcji na podstawie standardowych ciepeł tworzenia reagentów (zastosowanie prawa Hessa)

Standardowa entalpia tworzenia metanu z grafitu i wodoru może być obliczona na podstawie zmierzonych kalorymetrycznie wartości ciepeł spalania substratów (A i B) i produktu; stosując prawo Hessa wprowadza się ciepło reakcji odwrotnej do spalania metanu (reakcja C)

Entalpie standardowe tworzenia substancji umożliwiają wyznaczenie entalpii dowolnej reakcji chemicznej, którą określa wzór:
{\displaystyle \Delta _{r}H^{\ominus }=\sum _{\mathrm {prod} }\nu \Delta _{tw}H^{\ominus }-\sum _{\mathrm {substr} }\nu \Delta _{tw}H^{\ominus },}
gdzie:
prod – produkty reakcji,
substr – substraty reakcji,
{\displaystyle \Delta _{tw}H^{\ominus }} – standardowa entalpia tworzenia substancji,
{\displaystyle \nu } – współczynnik stechiometryczny danego produktu lub substratu.